# Jacobus Meyerus
Jacobus Meyerus of Jacob De Meyere (Vleteren, 27 januari 1491 - Brugge, 5 februari 1552) was een Vlaams humanist en historicus. Zelf noemde hij zich Meyerus Balliolanus, zijn naam met de Latijnse uitgang us en de toevoeging van zijn geboorteplaats.

## Levensloop
Hij werd geboren in Vleteren (Flêtre), een dorpje in de kasselrij Kassel van het graafschap Vlaanderen, twee mijl van Belle (Bailleul). Hij genoot zijn eerste opleiding in Kassel, nu ook in Frans-Vlaanderen. Van ca. 1509 tot 1515 studeerde hij theologie en wijsbegeerte, voor beide behaalde hij de doctorsgraad aan de Sorbonne in Parijs. Daar leerde hij de basisgegevens die hem hielpen om de structuur en de geschiedenis van zijn geboorteland te beschrijven.
Vervolgens werd Meyerus geestelijke in Ieper, waar hij een Latijnse leergang inrichtte en contact onderhield met Erasmus, die bekendstond als de toongever in de geleerde wereld. Na korte tijd werd hij kapelaan van Sint-Donaas en leidde hij een school in Brugge waar hij onder meer als leerlingen Jacob en Philips van Praet had, zonen van de heer van Praet, Lodewijk van Vlaanderen. Het leraarsambt was echter niet zijn roeping. Hij wilde geschiedenisschrijver worden, hij wilde de Vlamingen verzoenen met hun verleden.
In Brugge ontmoette hij de kapitteldeken van Sint-Donaas Marcus Laurins en de humanisten die werden bijeengebracht in de geleerde stichting die was opgericht door de predikheer Jan De Witte. In 1541 maakte hij er ook kennis met de Pittemnaar Joris Cassander en verwelkomde hij hem met een gedicht. Hij werd vooral geholpen door de prior van de willemijnen, Jacob van den Driessche, zelf een beoefenaar van de Vlaamse geschiedenis.
Van 1543 tot aan zijn dood was hij titulair pastoor van de Sint-Antoniuskerk in Blankenberge, maar bleef hij in Brugge wonen. Hij werd in de Sint-Donaaskerk begraven.

## Historicus
Meyerus schreef gedichten en een geschiedenis van het graafschap Vlaanderen. Zijn eerste oorspronkelijk werk Res Flandricae was een historisch-geografisch essay, verdeeld in tien hoofdstukken. Hiervoor had hij de Germania (1458) van Enea Silvio Piccolomini als model genomen. Hij putte heel wat gegevens uit de Vitae sanctorum en uit de handschriftelijke Antiquités de Flandre van Filips Wielant. Verder nog uit heel wat gedrukte of ongepubliceerde kronieken, uit mondelinge mededelingen van Juan Luis Vives, uit eigen briefwisseling met Jodocus Badius, enz. Het geheel (in het bijzonder Boek IX) werd een panorama van het Vlaanderen omstreeks 1530: handel, landbouw en nijverheid; familieleven en sociale verhoudingen; welvaart en pauperisme; beoefening van kunsten en letteren.
Na zijn eerste boek bleef hij gegevens verzamelen en reisde hij naar kloosters en gemeenten om er de archieven te raadplegen. Hij kopieerde talrijke oorkonden die hij zich voornam te publiceren, waar hij echter niet toe kwam. In 1538 verscheen zijn Compendium Chronicorum Flandriae, waarin hij - voor zoveel de censuur het toeliet - zijn zienswijzen meedeelde over de oude voorrechten en vrijheden van de Vlaamse gemeenten, die volgens zijn overtuiging moesten gehandhaafd blijven. De politiek van keizer Karel V ging een andere richting uit. In dit 'Compendium' werd de geschiedenis van Vlaanderen overlopen van 445 tot 1278, ingedeeld in rubrieken volgens de namen van de opeenvolgende graven. In de herwerkte Annales werd deze Compendiumtekst opgenomen en werd de geschiedenis verder gezet tot in 1477 (dood van Karel de Stoute). De eerste publicatie hiervan gebeurde pas in 1561, door de zorgen van zijn neef Antonius De Meyere die echter de tekst had ontdaan van de persoonlijke uitspraken en beschouwingen van de auteur, die in de leidende kringen van het land niet welkom zouden geweest zijn.
Op het eerste gezicht was het in een droog en nuchter Latijn geschreven werk van De Meyere niets meer dan de voortzetting van de kritiekloze geschriften van de kroniekschrijvers. Analyse van het werk toont echter aan dat hij een gezonde kritische geest hanteerde, die vernieuwend werkte. Vergelijking met contemporaine geschriften tonen aan in welke grote mate hij legenden en fantasie achter zich had gelaten, om kritische geschiedkunde te bedrijven.
Alle historici die hem opvolgden zijn, tot ver in de achttiende eeuw aan hem schatplichtig gebleven. Als eerste 'moderne' historicus werd hem dan ook de naam van 'Vader van de Vlaamse geschiedschrijvers' opgespeld.

## Publicaties
- Flandricarum rerum Tomi X, Brugge, drukker Hubrecht De Croock, 1531.
- Compendium chronicorum Flandriae, Nurenberg, 1538 en Antwerpen, 1561 (verm. en verb.).
- Commentarii sive annales rerum Flandricarum libri XVII, Antwerpen, 1561.